# Hans Pettersson
Ne doit pas être confondu avec Hans Petersson.
Pour les articles homonymes, voir Pettersson.
Hans Pettersson, né le 26 août 1888 à Forshälla (sv) et mort le 25 janvier 1966 à Göteborg, est un géophysicien, physicien et océanographe suédois,.

## Biographie
Hans Pettersson est né à Forshalla près de Göteborg le 26 août 1888, fils du chimiste et océanographe Sven Otto Pettersson (1848-1941). Il étudie les sciences à l'Université d'Uppsala et obtient son diplôme en 1909.
Il a ensuite étudié la physique atomique à l'Institut de recherche sur le radium de Vienne.
Il publie dès 1910 une étude sur le radium.
En 1913, il rejoint le personnel de la Commission hydrographique et biologique suédoise. En 1914, il commence à enseigner l'océanographie à l'université de Göteborg. Il apporte ses connaissances au domaine de l'océanographie et, à l'aide du radium, parvient à déterminer l'âge d'échantillons de sédiments du fond de la mer.
Il devient le premier professeur titulaire d'océanographie en Suède et fonde en 1938 l'Institut d'océanographie de Göteborg, grâce au financement de la Knut and Alice Wallenberg Foundation (en). Il en est le chef jusqu'en 1956. Il est également le chef de la station de terrain hydrographique de Bornö sur Stora Bornö (en).
En 1956, âgé de 68 ans, il devient professeur de géophysique à l'Université d'Hawaï.
Pettersson a également écrit de nombreux textes scientifiques populaires qui ont contribué à diffuser les progrès de l'océanographie au grand public. En juillet 1947, l'expédition Albatross, équipé par son mécène Herbert Jacobsson, commence son voyage autour du monde avec Pettersson comme chef de l'expédition. Cette expédition a été planifiée par lui et financée par des sponsors privés. Durant cette expédition Börje Kullenberg améliore la technologie de prélèvement des carottes de sédiments dans les fonds marins en inventant le fil de plomb à piston. Ses carottes ont rapporté des échantillons entre 10 et 20 m de profondeur qui mises bout à bout (250 carottes) ont permis de dépasser la longueur de 1 500 m.
Il meurt à Göteborg le 25 janvier 1966.

## Publication
- 1953 : Westward Ho with the Albatross

## Récompenses et distinctions
- 1947 : élu membre d'honneur de la Royal Society of Edinburgh[3]
- 1948 : élu membre de l'Académie royale des sciences de Suède[5]
- 1949 : Médaille d'or de la Royal Geographical Society[6].
- 1950 : Médaille Vega
- 1956 : élu membre correspondant de la Royal Society de Londres (ForMemRS)[7].